# Linea Seibu Chichibu
La  Linea Seibu Chichibu (西武秩父線?, Seibu Chichibu-sen) è una linea ferroviaria regionale a binario singolo gestita dalle Ferrovie Seibu. La ferrovia fa parte dei servizi diretti della linea Seibu Ikebukuro, della quale è di fatto un'estensione, e collega la stazione di Agano con quella di Seibu-Chichibu.

## Storia
L'intera linea venne inaugurata il 14 ottobre 1969, dopo due anni di costruzione, accorciando di molto il tempo necessario per viaggiare fra Chichibu e Tokyo. 20 anni dopo, il 1º aprile 1989, venne aperta una connessione fra la linea principale delle Ferrovie Chichibu e quella delle Ferrovie Seibu, permettendo il servizio diretto.
Il traffico merci, attivo fra Higashi-Tokoze e Shin-Akitsu, terminò, e dal 12 marzo 2003 tutti i treni sono operati senza personale e dal solo capotreno.

## Stazioni e servizi
Tutti i treni continuano, oltre Agano, sulla linea Seibu Ikebukuro fino a Ikebukuro, mentre altri continuano sulla linea Chichibu principale. Sulla linea circola anche un treno Espresso limitato chiamato Chichibu.

### Stazioni
| Num. | Stazione                       | Giapponese         | Distanza interst. | Distanza totale | ER | EL Chichibu | Collegamenti                                                                                         | Posizione       |
| ---- | ------------------------------ | ------------------ | ----------------- | --------------- | -- | ----------- | --- | --------------- |
| SI31 | Agano                          | 吾野               | -                 | 0.0             | ●  | ｜          | Linea Seibu Ikebukuro (servizi diretti verso Hannō)                                                  | Hannō           |
| SI32 | Nishi-Agano                    | 西吾野             | 3.6               | 3.6             | ●  | ｜          | | Hannō           |
| SI33 | Shōmaru                        | 正丸               | 2.7               | 6.3             | ●  | ｜          | | Hannō           |
|      | Semaforo del tunnel di Shōmaru | 正丸トンネル信号場 | -                 | (9.0)           | ｜ | ｜          | | Yokoze Chichibu |
| SI34 | Ashigakubo                     | 芦ヶ久保           | 6.1               | 12.4            | ●  | ▲           | | Yokoze Chichibu |
| SI35 | Yokoze                         | 横瀬               | 4.0               | 16.4            | ●  | ●           | Linea Chichibu principale (servizi duretti versi Nagatoroe)                                          | Yokoze Chichibu |
| SI36 | Seibu-Chichibu                 | 西武秩父           | 2.6               | 19.0            | ●  | ●           | Linea Chichibu principale (servizi diretti verso Mitsumineguchi) (Ohanabatake raggiungibile a piedi) | Chichibu        |